# Almazán
Almazan est une ville d'Espagne à 27 km au sud-ouest de Soria, sur le Douro.

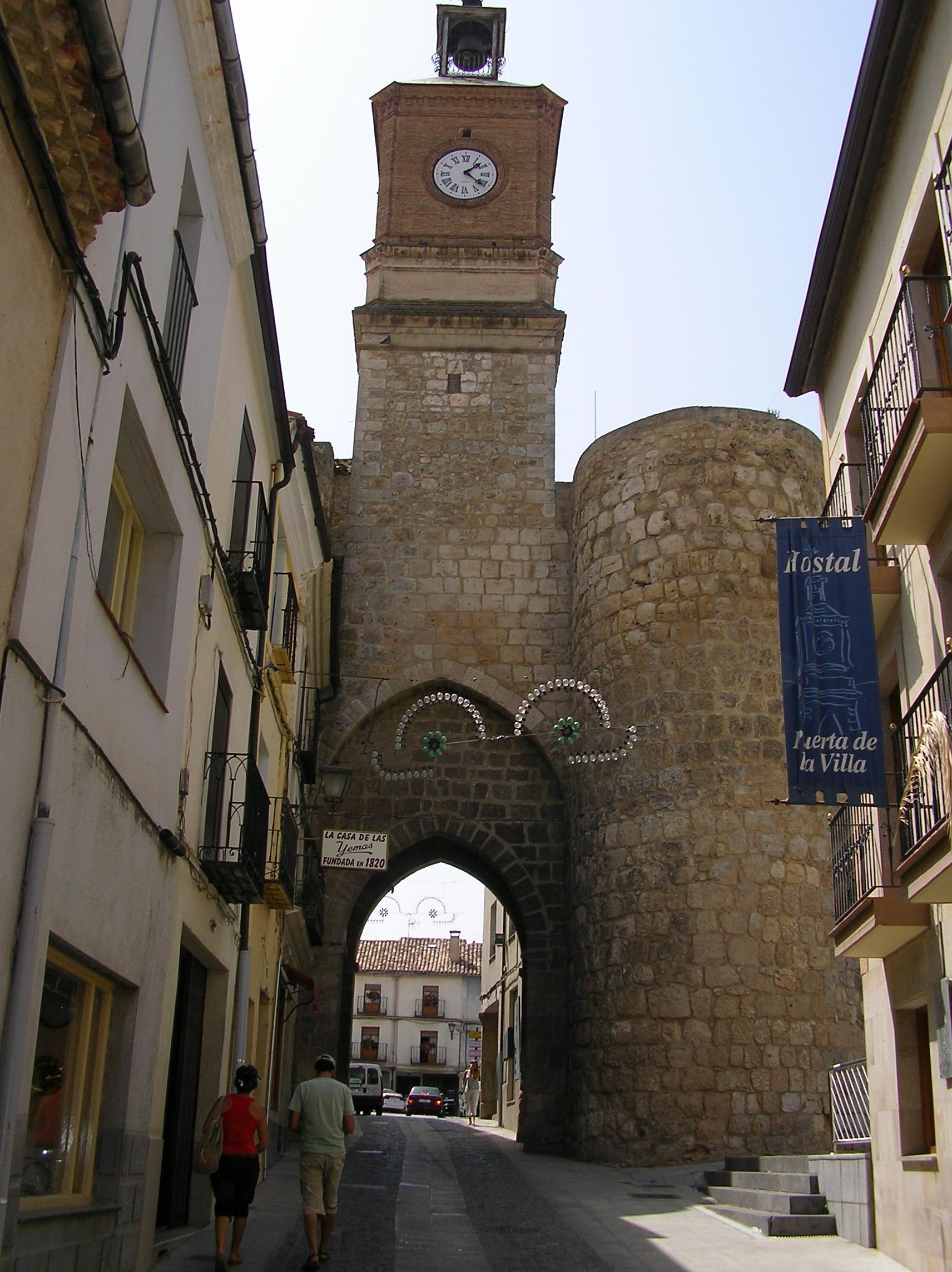
Almazán

## Étymologie
Son nom vient de l'arabe avec la signification de "le fortifié". Le gentilé adnamantino a relation avec le nome Adnumantia, donné par les Romains. Ce nom veut dire à Numance, car la ville est situé dans la route allant à la ville numantine.

## Éléments d'histoire

### Moyen Âge
Un traité de paix entre Pierre IV, roi d'Aragon, et Henri de Trastamare, roi de Castille, y fut signé en 1375.

### La commanderie hospitalière
Les Hospitaliers de l'ordre de Saint-Jean de Jérusalem y ont établi une commanderie au XIIIe siècle implantée autour de l'église Saint-Jean d'Acre d'Almazán dont la donation remonte au siècle précédent, et il y avait également une commanderie du même ordre à Soria,.

## Personnalité
- Diego Lainez (1512-1565), deuxième Supérieur Général des Jésuites, est né à Almazán.
- Tirso de Molina ( 1579-1648) , écrivain, y repose.

## Sources
Cet article comprend des extraits du Dictionnaire Bouillet. Il est possible de supprimer cette indication, si le texte reflète le savoir actuel sur ce thème, si les sources sont citées, s'il satisfait aux exigences linguistiques actuelles et s'il ne contient pas de propos qui vont à l'encontre des règles de neutralité de Wikipédia.